# Manuel de Almeida Melo Freire
Manuel de Almeida Melo Freire (Mogi das Cruzes, 3 de Abril de 1834 — São Paulo, 1901) foi um fazendeiro, empresario e político paulista.

## Biografia
Formou-se pela Faculdade de Direito do Largo de São Francisco em 1857.
Foi eleito por tres vezes deputado para a Assembléia Provincial de São Paulo (hoje Assembléia Legislativa do Estado de São Paulo) da 14ª a 16ª legislaturas (1862/1863, 1864/1865 e 1866/1867).
Publicou em 1888 a obra "Henriqueida", com poesias humorísticas e satíricas.
Em 1891 um dos constituintes do Senado do Congresso Legislativo do Estado de São Paulo.
Como empresário, foi diretor da Companhia Mercantil paulista em 1892. Foi pai de Sebastiana Melo Freire, a Dona Yáyá.